# Lancaster Joseph
Lancaster Joseph (27 agosto 1982) è un calciatore grenadino, centrocampista del Carib Hurricane.

## Carriera

### Nazionale
Debutta in Nazionale il 27 maggio 2011, nell'amichevole Grenada-Antigua e Barbuda (2-2). Mette a segno la sua prima rete con la maglia della Nazionale il 7 ottobre 2011, in Belize-Grenada (1-4), in cui mette a segno la rete del momentaneo 0-3. Ha partecipato, con la maglia della Nazionale, alla Gold Cup 2011. Ha collezionato in totale, con la maglia della Nazionale, 10 presenze e una rete.